# Aeroporto di Martuba
L'aeroporto di Martuba, storicamente citato come aeroporto di Martuba da fonti in lingua italiana, è un aeroporto militare della Libyan Air Force della città di Martuba nel Distretto di Derna in Libia, posto a 27 km a sud-sud-est di Derna (Libia) e 268 km a est-nord-est di Bengasi.

## Uso militare
La Libyan Air Force delle Forze armate libiche lo utilizza per gli elicotteri Mil Mi-2 e Mil Mi-8 ed un Alenia G.222.